# Chris Riggi
Chris Riggi (Nova York, 18 de Setembro de 1985) é um ator americano.

## Carreira
Chris participou de seis episódios de Gossip Girl, onde viveu Scott Rosson, filho de Rufus e Lily, e meio-irmão de Serena, Eric, Jenny e Dan. O personagem não teve seu devido desfecho, o que fez a participação ficar meio sem noção. Já em 2010, participou de dois filmes, Hated e Vampires Suck.

## Filmes e seriados
- 2008 - Brotherhood - Jared
- 2008 - The Guiding Light - Sleazy (Episódio 1)
- 2008 - Human Giant - Brandon Stillman
- 2009 - Toe to Toe - Jason
- 2009 - The Ministers -
- 2009 - Dare - Josh
- 2009 - Gossip Girl - Scott Rosson (6 episódios, temporadas 2 e 3)
- 2010 - Hated - Freddie
- 2010 - Vampires Suck - Jacob White - Protagonista
- 2010 - Hated:The Movie - Freddie (pós-produção)
- 2012 - Dancehall - Jared (pré-produção)